# Dasysphinx bombiformis
Dasysphinx bombiformis är en fjärilsart som beskrevs av Rothschild 1911. Dasysphinx bombiformis ingår i släktet Dasysphinx och familjen björnspinnare. Inga underarter finns listade i Catalogue of Life.